# Debora Agreiter
Debora Agreiter (* 25. Februar 1991 in Brixen) ist eine ehemalige italienische Skilangläuferin.

## Werdegang
Agreiter nahm bis 2011 an Juniorenrennen teil. Ihr erstes Weltcuprennen lief sie im März 2011 in Lahti, welches sie mit dem 53. Platz im Skiathlon beendete. Ihre ersten Weltcuppunkte holte sie im November 2011 in Sjusjøen mit dem 26. Platz im Sprint. Bei den U23-Weltmeisterschaften 2012 in Erzurum gewann sie Silber im 15-km-Skiathlon. Im Januar 2012 schaffte sie im Val di Fiemme mit dem 12. Platz in der Bergverfolgung ihr bestes Weltcupeinzelergebnis. Bei der Tour de Ski 2012/13 belegte sie den 22. Rang. Ihre besten Platzierungen bei den nordischen Skiweltmeisterschaften 2013 im Val di Fiemme waren der 16. Platz über 10 km Freistil und der achte Platz mit der Staffel. Bei den U23-Weltmeisterschaften 2013 in Liberec gewann sie Silber im 15-km-Skiathlon und Bronze über 10 km Freistil. Die Saison beendete sie auf dem 46. Platz in der Weltcupgesamtwertung. Die Tour de Ski 2013/14 beendete sie auf dem 25. Rang. Bei den Olympischen Winterspielen 2014 in Sotschi erreichte sie den 30. Platz im 15-km-Skiathlon und den 16. Platz im 30-km-Massenstartrennen. In der Saison 2014/15 und 2015/16 startete sie vorwiegend im Skilanglauf-Alpencup. Dabei erreichte sie zwei zweite Plätze und einen Sieg. Bei der Tour de Ski 2016 belegte sie den 38. Platz. Zum Saisonende der Saison 2015/16 kam sie auf den achten Platz in der Gesamtwertung des Alpencups.

## Siege bei Continental-Cup-Rennen
| Nr. | Datum            | Ort                  | Disziplin                   | Serie    |
| --- | ---------------- | -------------------- | --------------------------- | -------- |
| 1.  | 18. März 2012    | Toblach              | 10 km Verfolgung Freistil   | Alpencup |
| 2.  | 15. März 2013    | Madonna di Campiglio | 15 km Freistil Massenstart  | Alpencup |
| 3.  | 22. Februar 2015 | Campra               | 10 km Verfolgung Freistil 1 | Alpencup |

## Platzierungen im Weltcup

### Weltcup-Statistik
Die Tabelle zeigt die erreichten Platzierungen im Einzelnen.
- 1.–3. Platz: Anzahl der Podiumsplatzierungen
- Top 10: Anzahl der Platzierungen unter den ersten zehn
- Punkteränge: Anzahl der Platzierungen innerhalb der Punkteränge
- Starts: Anzahl gelaufener Rennen in der jeweiligen Disziplin
- Hinweis: Bei den Distanzrennen erfolgt die Einordnung gemäß FIS.

| Platzierung         | Distanzrennen a | Distanzrennen a | Distanzrennen a | Distanzrennen a | Distanzrennen a | Skiathlon Verfolgung | Sprint | Etappen- rennen b | Gesamt | Team   | Team    |
| Platzierung         | ≤ 5 km          | ≤ 10 km         | ≤ 15 km         | ≤ 30 km         | > 30 km         | Skiathlon Verfolgung | Sprint | Etappen- rennen b | Gesamt | Sprint | Staffel |
| ------------------- | --------------- | --------------- | --------------- | --------------- | --------------- | -------------------- | ------ | ----------------- | ------ | ------ | ------- |
| 1. Platz            |                 |                 |                 |                 |                 |                      |        |                   |        |        |         |
| 2. Platz            |                 |                 |                 |                 |                 |                      |        |                   |        |        |         |
| 3. Platz            |                 |                 |                 |                 |                 |                      |        |                   |        |        |         |
| Top 10              |                 |                 |                 |                 |                 |                      |        |                   |        |        | 1       |
| Punkteränge         | 1               | 4               | 1               | 2               |                 | 7                    |        | 4                 | 19     |        | 4       |
| Starts              | 10              | 12              | 4               | 2               |                 | 19                   | 11     | 6                 | 64     |        | 4       |
| Stand: Karriereende |                 |                 |                 |                 |                 |                      |        |                   |        |        |         |

### Weltcup-Gesamtplatzierungen
| Saison  | Gesamt | Gesamt | Distanz | Distanz |
| Saison  | Punkte | Platz  | Punkte  | Platz   |
| ------- | ------ | ------ | ------- | ------- |
| 2011/12 | 44     | 66.    | 36      | 53.     |
| 2012/13 | 136    | 46.    | 94      | 36.     |
| 2013/14 | 48     | 70.    | 24      | 61.     |
| 2014/15 | -      | -      | -       | -       |
| 2015/16 | 9      | 90.    | 9       | 67.     |